# ベン・ジョンソン (陸上選手)
ベンジャミン・シンクレア・"ベン"・ジョンソン（Benjamin Sinclair "Ben" Johnson, 1961年12月30日 - ）は、ジャマイカ出身でカナダ国籍の陸上競技短距離走選手。ジャマイカ北西部トレローニー教区ファルマス出身。

## 経歴
母親がカナダへ移民した4年後に本人も移民し、コーチのチャーリー・フランシスからスカウトを受け、陸上競技のトレーニングを始める。1984年ロサンゼルスオリンピックに出場し、カール・ルイス（アメリカ）が優勝した100mと、4×100mリレーで銅メダルを獲得した。これらのメダルは後述のドーピングが発覚した後も取り消されていないため、今日でもオリンピックメダリストである。この頃のジョンソンは目立つ選手ではなかったが、翌年から次第に成績を上げ始める。
1985年にはスイスのヴェルトクラッセチューリッヒ男子100mでカール・ルイスに初めて競り勝ち、平地での100m当時の世界最速である9.95もマークし注目されだすようになった。1987年の世界選手権男子100mでは、ルイスを破って9秒83の世界新記録（当時）を樹立し、ルイスのライバルとして広く認知されるようになった。この記録は当時、高地で作られた世界記録を平地で破った点でも注目された。後半型のルイスに対し、ジョンソンは低い姿勢で序盤から最高速を出す「ロケットスタート」を得意としている前半型の選手であった。イタリアのスポーツ用品メーカーであるディアドラのスポンサーが付き、日本でも、次の東京世界選手権のヒーロー候補として、共同石油(現ENEOS）のCMに出演するほどの人気になった。
1988年ソウルオリンピックでは、1次予選、2次予選と調子が上がらず、カール・ルイスが2次予選で9秒台を出したのに対し、ジョンソンは2次予選では着順ではなくプラスで拾われるなど、ジョンソン危うしの見方をする人が多かった。しかし、翌日の準決勝ではルイスとは別の組ではあるが2着を引き離す余裕の1位で通過し、一騎打ちの様相を呈した。それでも、すでに2度9秒台を出しているルイスがやや有利かと思われた決勝であったが、ジョンソンは、スタートから他を圧倒的に引き離す走りで9秒79と、自身の世界新記録（当時）を更新して優勝した。
しかし、競技後の検査でステロイドの一種スタノゾロールの使用によるドーピングの陽性反応が出たことで、世界記録と金メダルを剥奪された。その直後に韓国からカナダ国内の自宅へ直行。後日の記者会見で宣誓書の内容を読み上げ、「薬物を故意に使用したことはありません」「家族、友人、祖国に恥をかかせるようなことはしません」と述べた。大会後にカナダ連邦政府の調査委員会を設置し、チャーリー・フランシスとアンジェラ・イサジェンコ（女子陸上選手）らを招集し、ヒアリングが行われた。
イサジェンコの証言によるとジョージ・アスタファン医師がジョンソンに投与されたスタノゾロールが動物用の商品（ウィンストロールV）であることに衝撃を与え、ジョンソンをはじめとする禁止薬物の使用を認めた選手らは出場停止処分を受け、またジョンソンは国際オリンピック委員会(IOC)の第2種ブラックリストに登録された。スポンサーのディアドラをはじめ、共同石油のCMも打ち切られた。また日本国内のテレビでは、100m決勝の際にNHKの羽佐間正雄アナウンサーが発した「ベン・ジョンソン、筋肉のかたまり」という声とともに、繰り返し「ドーピングで世界記録を樹立したシーン」が放映された。
ただし、カール・ルイスの自伝によるとドーピング検査前にジョンソンのもとへアンドレ・ジャクソンが訪ねたとされており、ESPNの30 for 30では、ジャクソンがジョンソンと2004年にロサンゼルスで出会った際に先の検査前において錠剤のステロイドを飲料に混入させた旨を告白したとジョンソンが証言している。そもそもドーピングで用いられる薬物は練習中に摂取するものであり、競技前には検査で検出されることを避けるために摂取を止めることが普通であり、同番組内でイサジェンコはこの点を理由にジョンソンの検体から禁止薬物が検出されたことを疑問に思うと証言している。
剥奪されたジョンソンの記録は、2002年にティム・モンゴメリ（アメリカ）が9秒78を出すまで幻の記録と呼ばれていた。ギネスブックは「薬物の助けを得たにせよ、人類が到達した最速記録」と但し書き付きで彼の記録を掲載していた。1980年代の100m走において9秒7の大台に乗った人類はベン・ジョンソンただ一人である。その後、人類が再び9秒7の大台に乗ったのは1999年のモーリス・グリーンである。
その後、陸上競技大会への復帰が認められ、1992年のバルセロナオリンピックの100mに出場したが、準決勝敗退した。ところが、その後出場した競技会で再びドーピングで陽性反応が出たため、公式の陸上競技大会からは事実上永久追放され、IOCの第1種ブラックリストに登録された。
ジョンソンは、後のインタビューで自分はルイスのスポンサーに狙われており、スポンサーの関係の都合などでルイスは検査に引っかからなかったが、自分は犠牲になったと語っている。ちなみに2003年にルイスの検体を改めて検査したところ禁止薬物が検出されたことが判明し、1988年のソウルオリンピック男子100メートル決勝に進んだ全員が何らかの形でドーピングに関わっていたことが明らかになった。

## 引退後
1996年には本人役で映画『アトランタ・ブギ』に出演した。
2000年7月12日、イタリア旅行中にローマのベネト通りで空腹を訴える様子の中年女性と少女が近付き、中年女性と話している隙に財布(約1000万リラと免許証入り)を少女に盗られ、全速力で追いかけたものの、捕り逃がしてしまったことがあった。
現在の仕事はスポーツインストラクター。
日本のバラエティ番組の企画にしばしば呼ばれることが多い。しかし、いずれもスポーツバラエティではなくお笑い色の強い番組である。(例『トリビアの泉 〜素晴らしきムダ知識〜』、『クイズ☆タレント名鑑』などの藤井健太郎プロデュースの番組、『水曜日のダウンタウン』)
2010年8月1日、日本のテレビ番組『クイズ☆タレント名鑑』（TBS系列）の企画で、100mのタイムを計測した。48歳という年齢の上に体重も100kgと往年の面影はなかったが、予想を上回る11秒50という好タイムを記録した。

## 人物
- 1937年に国際陸上大会の100メートル走で当時の世界記録となる10秒2を出すも追い風参考記録として正式には認定されなかったアメリカ出身のベン・ジョンソン（英語版）がおり、バラエティ番組『トリビアの泉 〜素晴らしきムダ知識〜』でこの事実を教えられた際に、同姓同名の選手が記録を認定されなかったことは知らず、アメリカ出身のジョンソンの追い風参考記録のレースとは別の映像を見て、腕の振り方がよくないことを指摘していた[8]。

## 主な実績
| 年   | 大会                   | 場所                         | 種目         | 結果    | 記録      |
| ---- | ---------------------- | ---------------------------- | ------------ | ------- | --------- |
| 1983 | 世界陸上競技選手権大会 | ヘルシンキ(フィンランド)     | 100m         | 6位(sf) | 10秒44    |
| 1983 | 世界陸上競技選手権大会 | ヘルシンキ(フィンランド)     | 4×100mリレー | -(qf)   | DQ        |
| 1984 | オリンピック           | ロサンゼルス(アメリカ合衆国) | 100m         | 3位     | 10秒22    |
| 1984 | オリンピック           | ロサンゼルス(アメリカ合衆国) | 4×100mリレー | 3位     | 38秒70    |
| 1987 | 世界陸上競技選手権大会 | ローマ(イタリア)             | 100m         | -       | DQ(9秒83) |
| 1987 | 世界陸上競技選手権大会 | ローマ(イタリア)             | 4×100mリレー | 4位     | 38秒47    |
| 1988 | オリンピック           | ソウル（韓国）               | 100m         | 1位     | DQ(9秒79) |
| 1992 | オリンピック           | バルセロナ(スペイン)         | 100m         | 8位(sf) | 10秒70    |
| 1992 | オリンピック           | バルセロナ(スペイン)         | 4×100mリレー | -(sf)   | DNF       |